# Risto Jurva

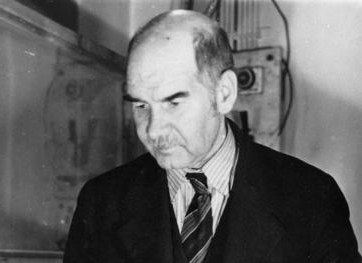
Risto Jurva år 1938.

Risto Sakari Jurva, född 1 juli 1888 i Vasa, död 8 december 1953 i Helsingfors, var en finländsk oceanograf.
Jurva blev 1919 assistent vid Havsforskningsinstitutet och filosofie doktor 1938. Han var 1940–1947 chef för dess isavdelning och från 1947 föreståndare för institutet. Han var först meteorolog och ägnade sig därefter främst åt isforskning och seismologi.
Jurva, som var en internationellt ansedd expert på isförhållandena i Östersjön, utgav ett flertal fackarbeten, bland annat Atlas über die Eisverhältnisse des Baltischen Meeres an den Küsten Finnlands (1937). 